# Remdesivir
Il remdesivir (codice di sviluppo GS-5734) è un farmaco antivirale della classe degli analoghi nucleotidici. 
È stato sviluppato da Gilead Sciences come trattamento per la malattia da virus Ebola e le infezioni da virus Marburg, sulla base della tecnologia ProTide precedentemente sviluppata da Chris McGuigan all'Università di Cardiff. È stato poi dimostrato che possiede attività antivirale contro altri virus a RNA a singolo filamento come il virus respiratorio sinciziale umano, virus Junin (Argentinian mammarenavirus), virus della febbre da virus Lassa, virus Nipah, virus Hendra e i coronavirus (compresi i virus che causano la MERS e SARS).
Vari studi sono stati effettuati per valutare l'efficacia contro il virus SARS-CoV-2, responsabile della pandemia di COVID-19: nell'ottobre 2020 il farmaco è stato approvato negli Stati Uniti d'America per il trattamento della malattia, nonostante varie critiche da parte della comunità scientifica sulla validità delle evidenze ottenute.
Nel Settembre 2024, a seguito di una segnalazione, un lotto del farmaco è stato ritirato a causa della confermata presenza di particelle di vetro nelle fiale.

## Ricerca
Test di laboratorio suggeriscono che remdesivir è efficace contro un'ampia gamma di virus, tra cui SARS-CoV e MERS-CoV. Il farmaco è stato usato per curare l'epidemia di virus Ebola nell'Africa occidentale del 2013-2016.

### Ebola
Remdesivir è stato sottoposto a test clinici durante l'epidemia del virus Ebola del 2013-2016. I risultati preliminari si sono dimostrati promettenti e il farmaco è stato usato in situazioni di emergenza durante l'epidemia di Ebola di Kivu iniziata nel 2018. Ad agosto 2019 i funzionari sanitari congolesi hanno annunciato che il farmaco è meno efficace dei trattamenti con anticorpi monoclonali come mAb114 e REGN-EB3. I test sono stati utili per capire il profilo tossicologico del farmaco.

### Coronavirus
Alla fine di gennaio 2020, in risposta alla pandemia di coronavirus 2019-2020, Gilead ha avviato test di laboratorio sul remdesivir al fine di curare il SARS-CoV-2, affermando che il farmaco si era dimostrato attivo contro SARS e MERS in modelli animali di infezione da coronavirus. Gilead ha fornito remdesivir per il trattamento di un piccolo numero di pazienti in collaborazione con le autorità mediche cinesi. Alla fine di gennaio 2020, remdesivir è stato somministrato al primo paziente americano con polmonite da SARS-CoV-2, nella contea di Snohomish, Washington. Sebbene non si possano trarre grandi conclusioni sulla base del singolo trattamento, le condizioni del paziente sono migliorate notevolmente il giorno successivo e alla fine è stato dimesso. Sempre alla fine di gennaio 2020, i ricercatori medici cinesi hanno riferito che remdesivir e altri due farmaci, la clorochina e il favipiravir, hanno "effetti inibitori abbastanza buoni" su SARS-CoV-2, dopo di che sono state presentate le richieste per iniziare i test clinici.
Il farmaco è stato impiegato come terapia antivirale sperimentale all'Istituto nazionale per le malattie infettive "Lazzaro Spallanzani" di Roma per curare una coppia di turisti cinesi colpita da COVID-19.
Il 22 ottobre 2020 la Food and Drug Administration (FDA) ha approvato il remdesivir per l'impiego nei casi di COVID-19. Tale decisione è stata oggetto di diverse critiche da parte della comunità scientifica, secondo la quale gli studi sino ad allora effettuati non avevano evidenziato capacità terapeutiche nettamente maggiori rispetto alle terapie già impiegate nel trattamento della malattia. Pochi giorni prima, il 15 ottobre, l'Organizzazione Mondiale della Sanità aveva pubblicato un rapporto provvisorio dello studio multinazionale Solidarity trial asserendo che l'impiego del remdesivir, dell'idrossiclorochina, del lopinavir e dell'interferone aveva dimostrato capacità minime o pari a zero nel ridurre la mortalità e il periodo di ospedalizzazione dei malati di COVID-19. Gilead (l'azienda produttrice del remdesivir) contestò i risultati dello studio, sostenendo che fossero stati condizionati dalla multinazionalità (e conseguentemente dall'eterogenicità dei sistemi sanitari coinvolti e relativi standard) dello stesso.

### Veterinaria
Nel 2019 la forma attiva di remdesivir, GS-441524, ha mostrato di avere possibile attività nel trattamento della peritonite infettiva felina causata da un coronavirus.

## Meccanismo d'azione e resistenza
Remdesivir è un profarmaco, nello specifico un ProTide, che viene metabolizzato nella sua forma attiva GS-441524, analogo dell'adenosina. Interferisce con l'azione dei virus a RNA polimerasi. Non è noto se funga da terminatore delle catene di RNA o causi mutazioni. Sappiamo che l'RNA polimerasi RNA-dipendente del virus dell'ebola è inibita per la maggior parte dalla terminazione della catena.
Nel 2018 sono state identificate mutazioni dell'RNA del virus dell'epatite di topo che causano una resistenza parziale a remdesivir. Queste mutazioni rendono i virus meno efficaci in natura.